# Chefe do Departamento de Astronautas

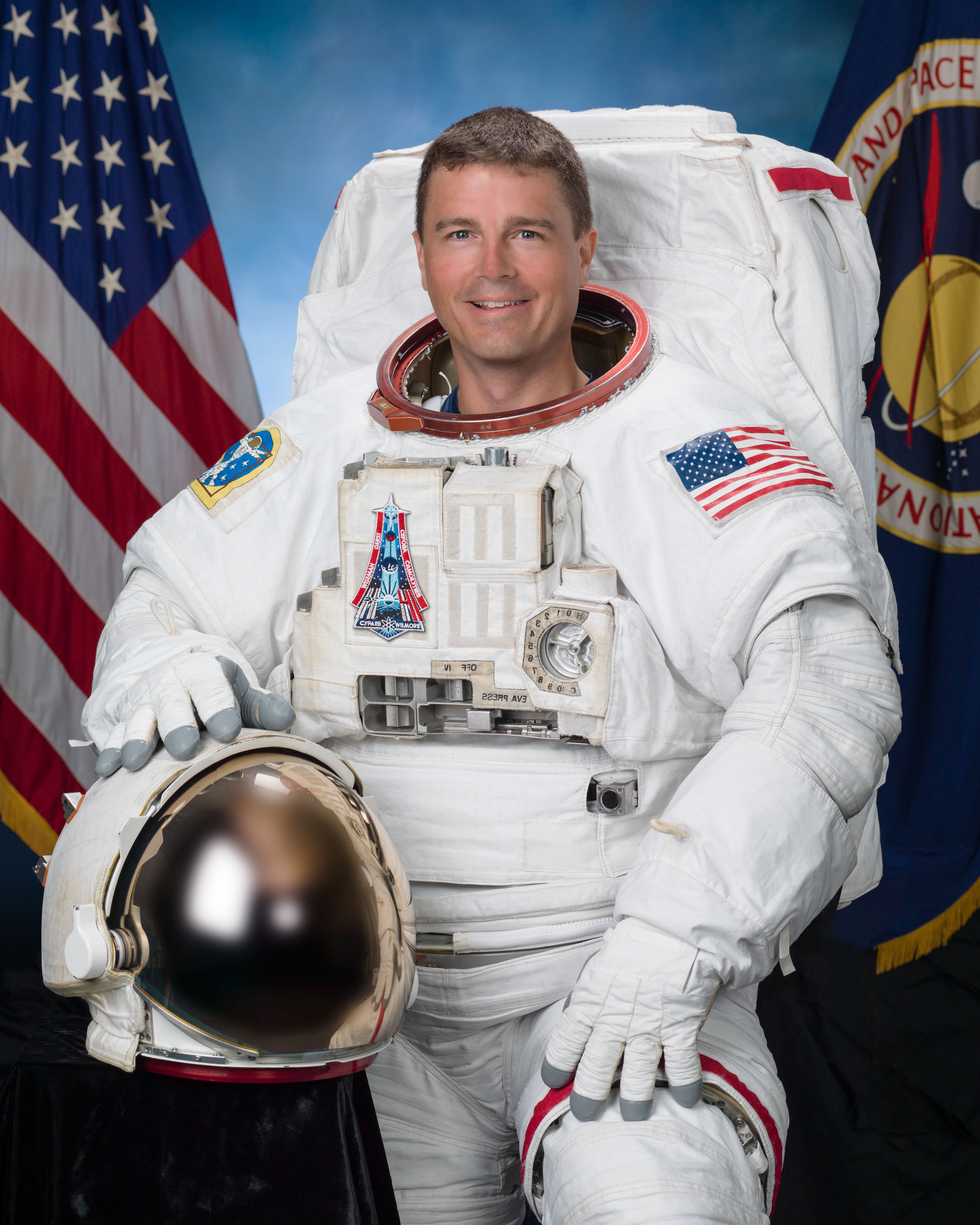
Gregory Wiseman é o atual Chefe do Departamento de Astronautas, estando no cargo desde 20 de dezembro de 2020.

Chefe do Departamento de Astronautas é a maior posição de liderança para astronautas ativos da NASA. O Chefe Astronauta serve como chefe para o Corpo de astronautas da NASA e é o conselheiro principal para o Administrador da NASA em assuntos relacionados com operações e treino de astronautas.

## História
Quando Donald Slayton foi tirado da ativa no Mercury Seven devido a um problema no coração, ele recebeu a posição de Coordenador das Atividades dos Astronautas e informalmente deteve o título de "chefe astronauta". Nesse papel, ele deteve a autoridade da operação do escritório dos astronautas.
A posição de Chefe do Escritório dos Astronautas foi criada oficialmente em novembro de 1963, quando Alan Shepard foi nomeado o primeiro Chefe Astronaut. Suas responsabilidades incluíam monitorar a coordenação, programação e controle de todas as atividades envolvendo astronautas da NASA. Isso incluía monitorar o desenvolvimento e implantação de programas de treinamento efetivos para assegurar a prontidão para o voo de pilotos e não pilotos para serem atribuídos a posições dentro das equipes em voos tripulados; avaliações dos pilotos aplicáveis ao projeto, construção e operações de sistemas de espaçonaves e equipamentos relacionados; e provir observações científicas e de engenharia qualitativas para facilitar o planejamento geral de missões, formulação de procedimentos operacionais possíveis e a condução de experimentos científicos para cada voo.
Desde a era do Ônibus Espacial, o Chefe do Escritório dos Astronautas geralmente retorna à ativa no Escritório depois que tempo chega ao fim. O Chefe é atualmente responsável por gerenciar o Escritório dos Astronautas e operações, e ajuda a desenvolver os conceitos para a operação da tripulação durante o voo e atribuições de pessoal para futuros voos.

## Lista de Astronautas Chefes
| #  | Nome                | Começo                 | Fim                    | Deputador | Notas |
| -- | ------------------- | ---------------------- | ---------------------- | --- | --- |
| 1  | Deke Slayton        | 1 de setembro de 1962  | Novembro de 1963       | | Não oficial |
| 2  | Alan Shepard        | Novembro de 1963       | Julho de 1969          | | |
| 3  | Tom Stafford        | Julho de 1969          | Junho de 1971          | | Stafford deteve a posição enquanto Shepard preparava-se para a Apollo 14.                                                                           |
| 4  | Alan Shepard        | Junho de 1971          | 1 de agosto de 1974    | | |
| 5  | John Young          | 14 de janeiro de 1974  | 15 de abril de 1987    | Paul Weitz | Alan Bean foi o Chefe interino enquanto John treinava para a STS-1.                                                                                 |
| 6  | Daniel Brandenstein | 27 de abril de 1987    | Outubro de 1992        | Steven Hawley | Hawley era Chefe Interino enquanto Brandenstein preparava-se para a STS-49, o primeiro voo do Endeavour.                                            |
| 7  | Robert Gibson       | 8 de dezembro de 1992  | 6 de setembro de 1994  | Linda Godwin | Gibson passou a posição à Cabana, assim podendo começar a treinar para a STS-71, a primeira acoplagem do Ônibus Espacial com a Mir.                 |
| 8  | Robert Cabana       | 6 de setembro de 1994  | Outubro de 1997        | Linda Godwin | Cabana passou a posição à Cockrell, assim podendo começar a treinar para a STS-88, primeira missão de construção da Estação Espacial Internacional. |
| 9  | Kenneth Cockrell    | Outubro de 1997        | Outubro de 1998        | | Cockrell veio a voar em duas missões do Ônibus Espacial.                                                                                            |
| 10 | Charles Precourt    | Outubro de 1998        | Novembro de 2002       | Kent Rominger e Steve Smith | |
| 11 | Kent Rominger       | Novembro de 2002       | Setembro de 2006       | Andy Thomas e Peggy Whitson | |
| 12 | Steven Lindsey      | Setembro de 2006       | Outubro de 2009        | Janet Kavandi e Sunita Williams (Fevereiro de 2008 até Outubro de 2009).                                                          | Lindsey saiu quando ele recebeu o comando da STS-133, que, naquela época, era esperado ser a última missão do Ônibus Espacial.                      |
| 13 | Peggy Whitson       | Outubro de 2009        | Julho de 2012          | Frederick Sturckow (Outubro de 2009 até Agosto de 2011); Michael Barratt, MD, e então, subsequentemente Robert Behnken e Eric Boe | Whitson foi a primeira mulher não piloto a servir como Astronauta Chefe. Ela saiu quando voltou ao status ativo para voo.                           |
| 14 | Robert Behnken      | Julho de 2012          | Julho de 2015          | Eric Boe | Behnken e Boe retornaram à ativa como parte do Demo-2.                                                                                              |
| 15 | Christopher Cassidy | Julho de 2015          | Junho de 2017          | Patrick Forrester | Cassidy retornou à ativa. |
| 16 | Patrick Forrester   | 2 de junho de 2017     | 20 de dezembro de 2020 | Gregory Wiseman Megan McArthur Scott Tingle                                                                                       | Forrester se licenciou para seguir uma oportunidade pessoal fora da NASA.                                                                           |
| 17 | Gregory Wiseman     | 20 de dezembro de 2020 | Atualmente             | Andrew Feustel | |

- Este artigo foi inicialmente traduzido, total ou parcialmente, do artigo da Wikipédia em inglês cujo título é «Chief of the Astronaut Office».